# La Chapelle-aux-Saints
La Chapelle-aux-Saints är en kommun i departementet Corrèze i regionen Nouvelle-Aquitaine i de centrala delarna av Frankrike. Kommunen ligger  i kantonen Beaulieu-sur-Dordogne som tillhör arrondissementet Brive-la-Gaillarde. År 2022 hade La Chapelle-aux-Saints 260 invånare.

## Befolkningsutveckling
Antalet invånare i kommunen La Chapelle-aux-Saints
Referens:INSEE